# Издајник (драма)
Издајник је историјска драма српског књижевника Миладина Шеварлића.

## Ликови
- Вук Бранковић, у драми приказан као поносан, принципијелан човек и родољуб, који једини одбија да се покори Турцима, али је од стране режима Лазаревића оглашен као издајник како би се пред народом оправдала косовска трагедија.
- Кнегиња Милица, приказана као сурова жена спремна на све како би сачувала власт.
- Патријарх Данило, њен саветник, приказан као лицемер и макијавелистички политичар. Проглашавање Вука за издајника је његова идеја.
- Стефан Лазаревић, приказан као макијавелистички политичар у формирању.
- Марко Краљевић, приказан као бестидна турска улизица и издајник, пропагатор реалне политике, који испод привидне доброћудности крије своје праве намере. Такође, врстан спортиста.
- Оливера, Миличина кћи, и даље у жалости за Витомиром[а] и гневна на оца, чак и после смрти.
- Учитељ мачевања, тајанствена личност која истовремено служи кнегињу Милицу, Марка Краљевића и султана Бајазита. На крају сазнајемо да му је право име Адем Краснићи.

## Одступања од историје
У циљу сажимања драмске радње, смрт Вука Бранковића премештена је из 1397. у 1390. годину, у време када су Стефан Лазаревић и кнегиња Милица постали Бајазитови вазали, а Вук одбио то да учини. Уз то, ликови у драми говоре модерним језиком и користе модерне појмове (Марко Краљевић приказан је како ради склекове и прескаче вијачу, учитеља мачевања понављано називају тренером, итд).

## Анализа
Драма Издајник припада циклусу Шеварлићевих драма са тематиком из српске средњовековне историје, које критичари сврставају у такозвану Српску трилогију, заједно са драмама Пропаст царства српскога (из 1980), Косово (из 1988) и Змај од Србије (из 1994). По речима самог писца, овом циклусу припадају и касније написане драме Издајник (из 2010) и Балкански гамбит (из 2013), пошто се у њима јављају исти ликови, а драмска радња се континуирано надовезује - Балкански гамбит представља пролог за Пропаст царства српскога, а Издајник се непосредно надовезује на Косово. Хронолошки, драме иду следећим редом и заједно чине тематску целину која се бави пропадањем старе српске државе:
- Балкански гамбит (2013),
- Пропаст царства српскога (1980),
- Косово (1988),
- Издајник (2010),
- Змај од Србије (1994).

Иако се бави историјским личностима и догађајима, Издајник ипак није класична историјска драма: полазећи од историјских чињеница и народног предања, ова драма успоставља симболичку везу и аналогију српске националне историје са модерном српском и југословенском политичком ситуацијом.
Жанр ове драме најбоље је дефинисао сам аутор, који све драме Српске трилогије описује као фарсичне параболе, у којима се истражују законитости и константе српске историје - пре свега циклуси пропадања и уништења српске државе, питања односа стварности и званичне српске историје, као и питања ирационалног, митоманског односа српског народа и његових вођа према властитој прошлости и садашњости.